# .bi
.bi este un domeniu de internet de nivel superior, pentru Burundi (ccTLD).